# Драгалина, Ион

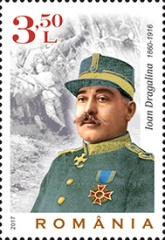
Почтовая марка Румынии. 2017

Ион Драгалина (рум. Ion Dragalina; 16 декабря 1860, Карансебеш, Банат, Австрийская империя — 9 ноября 1916, Бухарест) — румынский военный деятель, генерал румынской армии.

## Биография
Потомственный военный. Отец корпусного генерала Корнелиу Драгалина.
Окончил военную школу в Темешваре (Тимишоара) и Терезианскую академию в Вене (1884), специализировался в области геодезической инженерии. Вступил в Австро-Венгерскую армию.
В декабре 1887 года И. Драгалина подал в отставку из австро-венгерской армии и переехал в Румынию, где вступил на службу в румынскую армию, сохранив звание лейтенанта. Благодаря навыкам и квалификации, которые он приобрел в Австро-Венгрии, сделал успешную военную карьеру в Румынии.

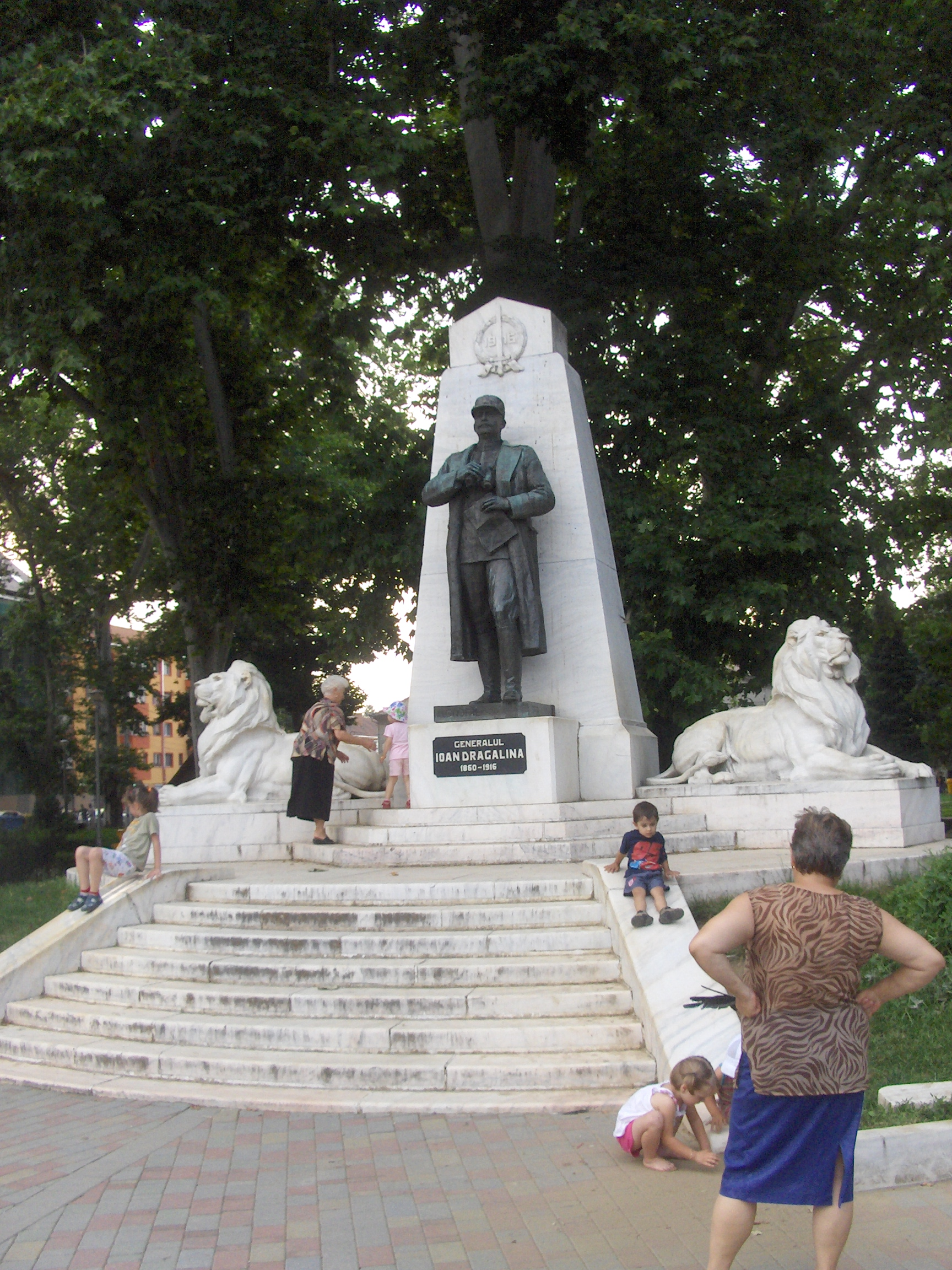
Памятник И. Драгалина в г. Карансебеш

С 1892 года — капитан, майор — в 1899 году, подполковник — в 1908 году. С 1908 по 1911 год подполковник Драгалина служил командиром Военной пехотной школы в Бухаресте.
В апреле 1911 года назначен командиром 34-го полка в Констанце. В 1915 году получил звание бригадного генерала. Работала над сооружением фортификационных укреплений в Праховой долине (Валахия).
В 1916 году, незадолго до вступления Румынии в войну на стороне Антанты был назначен командиром 1-й пехотной дивизии, дислоцированной в г. Дробета-Турну-Северин. В августе 1916 года дивизия, которой он командовал, взяла на себя основное бремя атак противника в районе долины реки Черна и близ города Оршова.
24 октября Драгалина, в звании генерала был назначен командующим 1-й румынской армией, которая должна была остановить германское наступление в долине реки Жиу.
25 октября 1916 года, при инспектировании войск в районе Бумбешти-Жиу, его автомашина попала в немецкую засаду. Генерал был тяжело ранен в правую руку и эвакуирован в Тыргу-Жиу, а затем в Бухарест, где умер во время операции в результате инфекции.
Похоронен на Кладбище Беллу в Бухаресте.

## Награды
- Орден Михая Храброго
- Орден Короны Румынии
- Орден Звезды Румынии